# モリス・カロッツィエーリ
モリス・カッロッツィエーリ（Moris Carrozzieri, 1980年12月16日 - ）は、イタリア・ジュリアノーヴァ出身の元サッカー選手。現役時代のポジションはディフェンダー。

## 経歴
2003年、UCサンプドリアでセリエAデビューを果たす。セリエB・ACアレッツォへの期限付き
移籍を経て、2006年にアタランタBCに共同保有で移籍するとレギュラーとして活躍。ただし、違法賭博に関わった疑いを持たれ二ヶ月間の出場停止処分を受けている。2007年にアタランタが全保有権を獲得。
2008年にUSチッタ・ディ・パレルモに移籍、アタランタ時代のコーチであったステファノ・コラントゥオーノ監督の下で再びプレーすることになったが、2008年4月23日のセリエA・トリノFC戦後に行われたドーピング検査にてコカインの陽性反応が検出され、後2年間の出場停止処分を受けた。しかし処分決定後もパレルモはカッロッツィエーリとの契約を解除せず、2011年5月7日のセリエA・ASバーリ戦にて復帰。同年7月、パレルモとの契約を解除しUSレッチェに自由移籍。

## 所属クラブ
- ASバーリ 2000-2002

→  ASアンドリア 2000-2001 (loan)
→  ジュリアノーヴァ・カルチョ 2001 (loan)
→  ACマルティーナ1947 2001-2002 (loan)
- SSテーラモ・カルチョ 2002-2003
- UCサンプドリア 2003-2006

→  ACアレッツォ 2005-2006 (loan)
- アタランタBC 2006-2008
- USチッタ・ディ・パレルモ 2008-2011
- USレッチェ 2011-2012
- ASヴァレーゼ1910 2012-2013
- ASDチッタ・ディ・ジュリアノーヴァ1924 2013-2014
- ASDレアル・ベッランテ 2014